# SE Tiradentes
Sociedade Esportiva Tiradentes – brazylijski klub piłkarski z siedzibą w mieście Teresina, stolicy stanu Piauí.

## Osiągnięcia
- Mistrz stanu Piauí (5): 1972, 1974, 1975[1], 1982. 1990
- Torneio início: 1981

## Historia
Klub Tiradentes założony został 30 czerwca 1959 roku. Klub pięciokrotnie uczestniczył w rozgrywkach I ligi brazylijskiej - w 1973, 1974, 1975, 1979 i 1983 roku.